# Plasma sanguini
El plasma sanguini és el component líquid de la sang (per tant extracel·lular a les cèl·lules sanguínies), és de color groc. Suposa el 55% del volum sanguini. El sèrum sanguini és el plasma sanguini sense les proteïnes de coagulació. El paper principal del plasma és portar nutrients, hormones i proteïnes a les parts del cos que ho necessiten. Les cèl·lules també introdueixen els seus residus al plasma. Aleshores, el plasma ajuda a eliminar aquests residus del cos.

## Composició
- El 90% del plasma està constituït per aigua (900 grams per litre de plasma)[1]
- Un 9% per proteïnes plasmàtiques: 
  - Albúmin. Manté la pressió coloido-osmòtica en el sistema vascular i transporta metabòlics insolubles. La concentració és de 40 grams en 1 litre de plasma.[1]
  - Globulines. Les globulines es diferencien en alfa i beta d'una banda, que transporten ions, lípids i molècules en general, de les gamma, les quals transporten anticossos. La concentració habitual és de 32 grams en 1 litre de plasma.[1]
  - Proteïnes que formen el sistema de complement. Les quals inicien el procés inflamatori i estan implicades en la destrucció de microorganismes.
  - Fibrinògens. Participen en la coagulació sanguínia. La concentració és de 3 grams en 1 litre de plasma.[1]
- L'1% restant està format per ions com: el Na, el Mg, el K, el Cl… compostos nitrogenats com: la urea, l'àcid úric o la creatina i per hormones i vitamines.

## Usos del plasma sanguini
El plasma es dona generalment a pacients amb trauma, cremades i xocs, així com a persones amb malalties hepàtiques greus o deficiències de factors de coagulació múltiples. Ajuda a augmentar el volum sanguini del pacient, que pot prevenir el xoc, i ajuda a la coagulació de la sang. Les companyies farmacèutiques utilitzen plasma per fer tractaments per a afeccions com deficiències immunitàries i trastorns del sagnat.

## Donació de plasma
En una donació només de plasma, la porció líquida de la sang del donant està separada de les cèl·lules. La sang s’extreu d’un braç i s’envia a través d’una màquina d’alta tecnologia que recull el plasma. Els glòbuls vermells i les plaquetes del donant es retornen al donant juntament amb una mica de sèrum fisiològic. El procés és segur i només triga uns minuts més que donar sang sencera.
El plasma donat es congela dins de les 24 hores posteriors a la seva donació per preservar els seus valuosos factors de coagulació. Es pot guardar fins a un any i descongelar-lo per transfusió a un pacient quan sigui necessari.